# Boris Nachamkin
Boris Alexander Nachamkin (Brooklyn, Nueva York; 6 de diciembre de 1933-Poughkeepsie, Nueva York; 14 de febrero de 2018) fue un jugador de baloncesto estadounidense que jugó una temporada en la NBA. Con 1,98 metros de estatura, lo hacía en la posición de alero.

## Trayectoria deportiva

### Universidad
Jugó durante cuatro temporadas con los Violets de la Universidad de Nueva York, en las que promedió 17,8 puntos y 13,5 rebotes por partido. En 1952 lideró a los Violets para conseguir un balance de 17 victorias y 7 derrotas, por lo que recibieron una invitación para participar en el NIT, en el que cayeron en primera ronda ante Dayton. Nachamkin acabó su carrera con 1.076 puntos, un récord de su universidad en la época.

### Profesional
Fue elegido en la decimosexta posición del Draft de la NBA de 1954 por Rochester Royals, con los que jugó un total de seis partidos, en los que promedió 3,3 puntos y 3,2 rebotes.
Tras retirarse del baloncesto, regresó a la universidad para ampliar su formación, licenciándose en contabilidad, derecho y empresariales, montando su propia empresa financiera tras trabajar en diversos bancos, la Seatrust Shipping Services.

## Estadísticas de su carrera en la NBA

### Temporada regular
| Temporada | Edad |                  | Liga | P | TIT | MIN | TC  | TCA | %TC  | 3P | 3PA | %3P | TL  | TLA | %TL  | R.OF. | R.DEF. | REB | ASIS | ROB | TAP | PER | FP  | PTS |
| 1954-55   | 21   | Rochester Royals | NBA  | 6 |     | 9.8 | 1.0 | 3.3 | .300 |    |     |     | 1.3 | 2.2 | .615 |       |        | 3.2 | 0.5  |     |     |     | 1.0 | 3.3 |
| Total     |      |                  | NBA  | 6 |     | 9.8 | 1.0 | 3.3 | .300 |    |     |     | 1.3 | 2.2 | .615 |       |        | 3.2 | 0.5  |     |     |     | 1.0 | 3.3 |